# Réponse linéaire
 (septembre 2024).
Si vous disposez d'ouvrages ou d'articles de référence ou si vous connaissez des sites web de qualité traitant du thème abordé ici, merci de compléter l'article en donnant les références utiles à sa vérifiabilité et en les liant à la section « Notes et références ».
Réponse linéaire se dit généralement d'un appareil qui répond à une excitation x sous la forme :réponse = a.x + b
Nota : lorsque b est nul, la réponse est dite proportionnelle.[réf. nécessaire]

## Intérêt

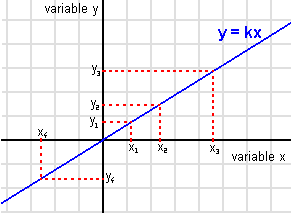
Une fonction linéaire.

L'intérêt d'une réponse linéaire est qu'elle est facilement modélisable (droite d'équation ax+b). Une telle modélisation permet de définir en général les comportements d'un appareil (potentiomètre, enceinte, moteur, filtre, amplificateur, ...).

## Linéarisation
Souvent un appareil n'a pas une réponse linéaire pour toute l'étendue de l'excitation. Par exemple, avec le moteur d'une voiture :
- A bas régime, en troisième vitesse, appuyer à fond sur la pédale d'accélérateur fait peu augmenter la vitesse de la voiture
- A haut régime (toujours en troisième), appuyer plus ne fait pas beaucoup augmenter la vitesse de la voiture, puisqu'on est presque à fond
- Entre ces deux extrêmes, la vitesse de la voiture est "proportionnelle" à l'enfoncement de la pédale. On dit alors que, pour la plage de régime concernée, la réponse du moteur est linéaire par rapport à l'enfoncement de la pédale.